# Іст-Лонгмедоу (Массачусетс)
Іст-Лонгмедоу (англ. East Longmeadow) — місто (англ. city) в США, в окрузі Гемпден штату Массачусетс. Населення — 16 430 осіб (2020).

## Демографія
Згідно з переписом 2010 року, у місті мешкало 15 720 осіб у 5851 домогосподарстві у складі 4261 родини. Було 6106 помешкань
Расовий склад населення:
| - 94,5 % — білих - 2,4 % — азіатів - 1,4 % — чорних або афроамериканців - 0,1 % — корінних американців |

До двох чи більше рас належало 1,1 %. Частка іспаномовних становила 2,3 % від усіх жителів.
За віковим діапазоном населення розподілялося таким чином: 23,0 % — особи молодші 18 років, 56,9 % — особи у віці 18—64 років, 20,1 % — особи у віці 65 років та старші. Медіана віку мешканця становила 45,0 року. На 100 осіб жіночої статі у місті припадало 89,0 чоловіків;  на 100 жінок у віці від 18 років та старших — 85,8 чоловіків також старших 18 років.
Середній дохід на одне домашнє господарство  становив 100 964 долари США (медіана — 85 221), а середній дохід на одну сім'ю — 118 012 долари (медіана — 100 979). Медіана доходів становила 63 997 доларів для чоловіків та 59 505 доларів для жінок. За межею бідності перебувало 4,5 % осіб, у тому числі 7,6 % дітей у віці до 18 років та 4,8 % осіб у віці 65 років та старших.
Цивільне працевлаштоване населення становило 7852 особи. Основні галузі зайнятості: освіта, охорона здоров'я та соціальна допомога — 26,1 %, роздрібна торгівля — 11,5 %, мистецтво, розваги та відпочинок — 11,4 %.